# Société omnisports de l'Armée
La Société Omnisports de l'Armée est un club omnisports ivoirien fondé en 1964 et basé à Yamoussoukro.
Il compte un total de huit sections actives en football, handball, volley-ball, basket-ball, lutte, judo, athlétisme, cyclisme, karaté, rugby, taekwondo, tennis, natation et boxe.

## Sections
- Athlétisme
- Basket-ball : Société Omnisports de l'Armée (basket-ball) (notamment finaliste de la Coupe de Côte d'Ivoire de basket-ball en 2023[1].)
- Boxe
- Cyclisme
- Football : Société Omnisports de l'Armée (football)
- Handball : Société Omnisports de l'Armée (handball)
- Judo
- Karaté
- Lutte
- Natation
- Rugby à XV : Société Omnisports de l'Armée (rugby) Participation à la première coupe du monde militaire de rugby à 7 Agen 2022( France)
- Une première pour la côte d'ivoire
- Qualifier pour la coupe du Monde de rugby à Xv militaire
- Taekwondo
- Tennis
- Volley-ball : Société Omnisports de l'Armée (volley-ball)